# 许镇
许镇（发音：[hyː]）是德国萨克森-安哈尔特州的一个市镇。总面积167.27平方公里，总人口7812人，其中男性3911人，女性3901人（2011年12月31日），人口密度47人/平方公里。